# Марія Малібран
Марі́я Фелі́ста Малібра́н (Marie-Félicité Malibran) (24 березня 1808 року, Париж – 23 вересня 1836 року, Манчестер) — французька співачка (колоратурне меццо-сопрано) іспанського походження. Одна з найвідоміших співачок XIX століття.

## Біографія
Народилася в сім'ї іспанського співака і гітариста Мануеля Гарсіа. Її сестра — французька співачка Поліна Віардо-Гарсіа. 
Вперше одружилася з купцем Малібран, вдруге з бельгійським скрипалем Шарлем Беріо, від якого народила сина фр. Charles Wilfrid de Bériot (пізніше композитор і піаніст). 
1825 року дебютувала у Лондоні. Виступала на оперних сценах Франції, Італії, Великої Британії. Малібран мала чудовий за об'ємом голос, що поєднував контральтові і сопранові ноти, чудову колоратуру і сильний драматичний талант. Дар Молібран більш повно розкрився у партіях, сповнених глибоких людських почуттів: Норма, Аліна («Норма», «Сомнамбула» Белліні), Леонора («Фіделіо» Бетховена), Дездемона («Отелло» Россіні) та інших. Виконання Молібран відзначалося імпровізаційною свободою та артистизмом.
Малібран також написала низку музичних творів (п'єи, ноктюрни, романси, шансонетки).   
Загинула від травм, отриманих при падінні з коня. 
Французький поет Альфред де Мюссе присвятив їй вірш «A la Malibran».

## Твори
- Dernières pensées musicales de Marie-Félicité Garcia de Bériot.